# Phare de Dokos
Le phare de Dokos, également appelé Phare Nisos Dhokos est situé sur l'île Dokos à l'est du Péloponnèse (rattachée à l'île d'Hydra), dans le golfe Saronique en Grèce. Il est reconstruit en 1923.

## Caractéristiques
Le phare est une tour cylindrique, de pierres, accolée à la maison du gardien. La lanterne, ainsi que le dôme, sont de couleur blanche. Il s'élève à 23 mètres au-dessus de la mer Égée au milieu du golfe Saronique.

## Codes internationaux
- ARLHS[2] : GRE-059
- NGA : 15196
- Admiralty[3] : E 4124

## Source
(en) [PDF] List of lights radio aids and fog signals - 2011 - The west coasts of Europe and Africa, the mediterranean sea, black sea an Azovskoye more (sea of Azov) (la liste des phares de l'Europe, selon la National Geospatial - Intelligence Agency)- Version 2011 - National Geospatial - Intelligence Agency - p. 263